# Centropyge vrolikii
Centropyge vrolikii е вид лъчеперка от семейство Pomacanthidae.

## Разпространение
Видът е разпространен в Австралия (Лорд Хау), Вануату, Виетнам, Гуам, Индонезия, Камбоджа, Кирибати, Малайзия, Малки далечни острови на САЩ (Остров Бейкър и Хауленд), Маршалови острови, Микронезия, Науру, Нова Каледония, Остров Рождество, Палау, Папуа Нова Гвинея, Провинции в КНР, Северни Мариански острови, Сингапур, Соломонови острови, Тайван, Тайланд, Тонга, Тувалу, Филипини и Япония.